# Cootehill
Cootehill (irisch Muinchille) ist eine Stadt im County Cavan im Norden der Republik Irland.

## Lage
Cootehill liegt etwa 19 Kilometer ostnordöstlich von Cavan und etwa 25 Kilometer südsüdwestlich von Monaghan.

## Geschichte
Der Landeigentümer Thomas Coote heiratete Francis Hill aus einer Textilhändlerfamilie Anfang des 18. Jahrhunderts. Cootehill entstand somit als Kofferwort der beiden Familiennamen. Thomas Coote ließ sich hier mit seiner Familie nieder.
1725 wurde Cootehill zu einem Marktflecken. Die Webereien brachten der Siedlung einigen Wohlstand. 1872 wurde hier eine Gewerkschaftssektion gegründet.
Der irische Name geht auf den Namen des Townlands Muinchille (anglisiert Munnilly), dt. „Ärmel“, zurück, in welchem der Hauptteil des Ortes liegt. Weitere Townlands sind Machaire an Iúir (Magheranure) und Droim an Bhéil (Drumaveil North).

## Wirtschaft
Die Abbott Laboratories haben hier seit 1975 eine Produktionsstätte und produzieren Säuglingsnahrung. Schuhproduzenten und eine Industriebäckereien sind Arbeitgeber in der Stadt.
Die Siedlung wird von mehreren Windenergieparks umgeben.

## Sehenswürdigkeiten
- Nahe der Siedlung befinden sich das Court Tomb von Cohaw und das Portal Tomb von Mayo als bedeutende Megalithanlagen.
- Das Bellamont House, von Edward Lovett Pearce im palladianischen Stil errichtet, war einst der Familiensitz der Coote-Familie, die den Titel des Earl of Bellomont trugen.

## Persönlichkeiten
- Richard Coote, 1. Earl of Bellomont, (1636/1655–1701), irischer Peer, Gouverneur von Massachusetts Bay
- Charles Coote, 1. Earl of Bellomont, (1738–1800), irischer Generalpostmeister
- Thomas Freiherr von Brady of Longthee (1752–1827), österreichisch-ungarischer Feldzeugmeister
- Eric Dorman-Smith (1895–1969), Brigadegeneral der britischen Royal Army Force, später ab 1954 IRA, Politiker
- Reginald Dorman-Smith (1899–1977), Diplomat, Gouverneur von Birma, Politiker
- John Charles McQuaid (1895–1973), Erzbischof von Dublin (1940–1972)
- Patrick Smith  (1901–1982), Politiker und Minister
- Arthur McMahon (1921–1990), Sportschütze, Olympiateilnehmer 1968 und 1972
- Michael Fitzpatrick (1942–2011), Politiker
- Leo O’Reilly (* 1944), Bischof von Killmore (1998–2018)
- Joe O’Reilly (* 1955), Politiker, Senator
- Heather Humphreys (* 1963), Politikerin und Ministerin, arbeitete lange Zeit in Cootehill